# Muscle iliaque
Le muscle iliaque est un muscle pair du membre inférieur constituant le chef latéral du muscle ilio-psoas.

## Description
Le muscle iliaque est un muscle plat et triangulaire qui remplit la fosse iliaque.

## Origine
Le muscle iliaque en forme d'éventail s’insère sur la partie supérieure de la fosse iliaque interne, sur l'épine iliaque antérieure et inférieure, sur le ligament ilio-lombaire et sur la base du sacrum.

## Trajet et insertion
Le muscle iliaque rejoint le muscle grand psoas pour se terminer avec un tendon commun sur le petit trochanter du fémur.

## Innervation
Le muscle iliaque est innervé par le nerf fémoral et des branches directes du plexus lombaire.

## Action
Le muscle iliaque agit de concert avec le muscle grand psoas. Il intervient dans la flexion, l'adduction et la rotation de l'articulation coxale.
En positon debout il intervient dans la flexion de la colonne vertébrale et du bassin.

## Galerie

Les muscles iliaques (en rouge).
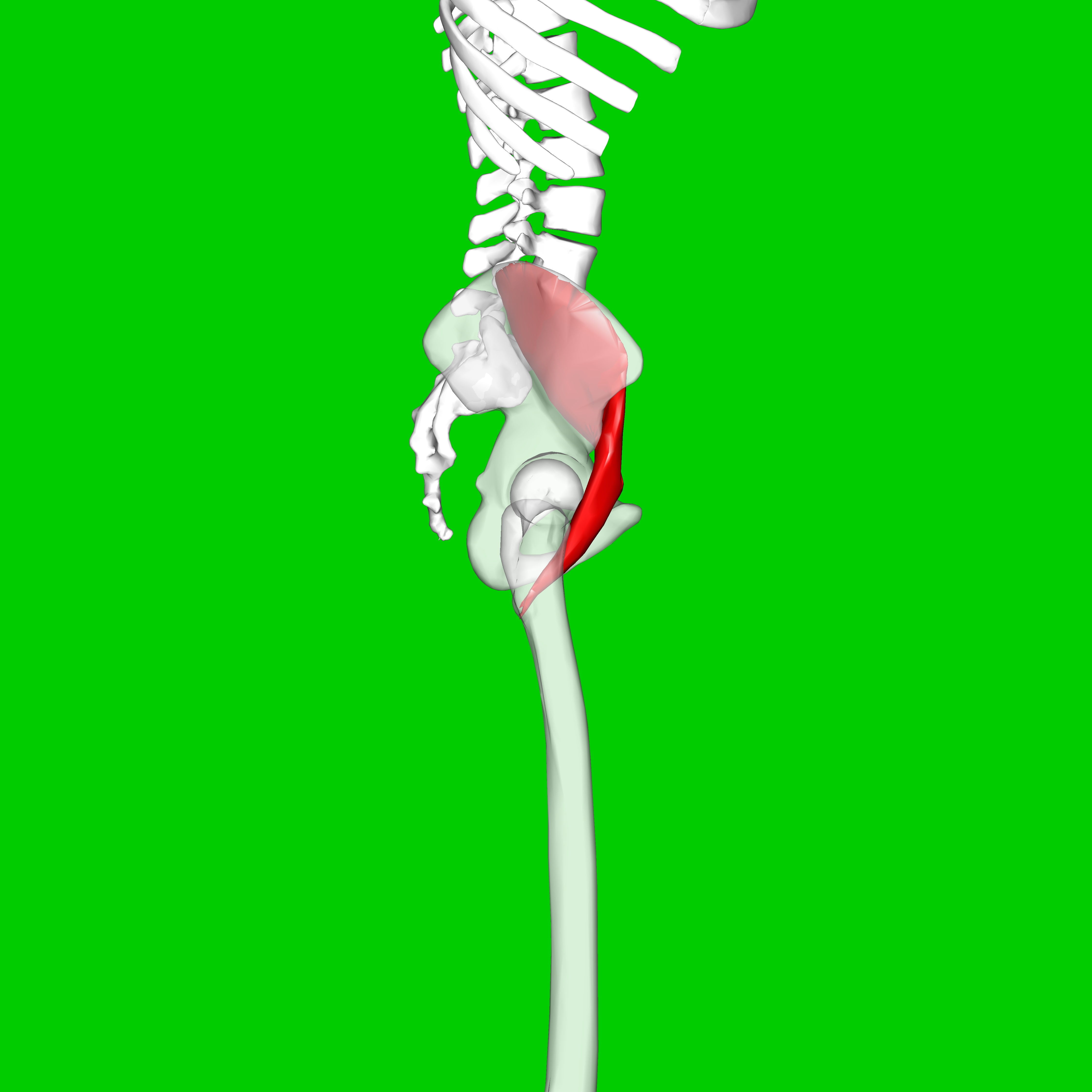
Vue latérale droite du muscle iliaque
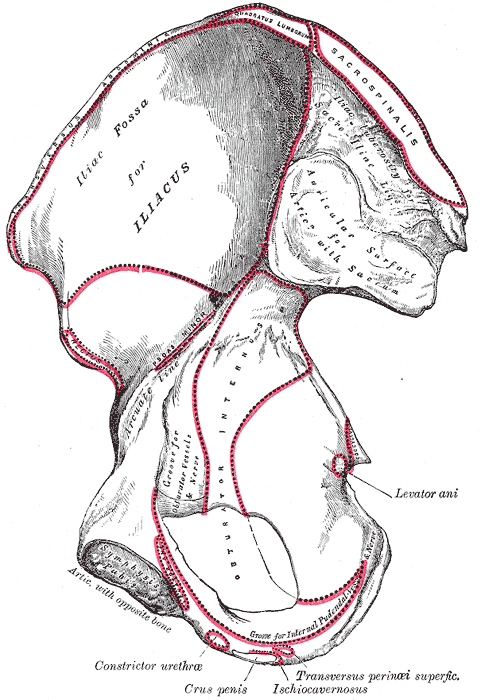
Origine coxale du muscle iliaque.